# SLOW TIME
「SLOW TIME」（スロータイム）は、玉木宏の9枚目のシングル。2009年4月22日にavex traxから発売された。

## 解説
前作「抱きしめたい」から、約1年ぶりのリリース。このシングルの発売イベントで東京、大阪、名古屋、札幌、福岡でミニライブ付きの握手会が行われた。
CD+DVD、CD+PHOTO BOOK、CDの3形態で販売され、CD+DVDにはハワイで撮影されたSLOW TIMEのPVを収録したDVDが、CDには差し替えジャケットカードが全3種類のうち1種がランダムで封入されている。
また、次作の『FREE』がユニバーサルミュージックから発売されたため、avex traxから発売されたのは今作が最後となった。

## 収録曲
CD
1. SLOW TIME [3:59]
作詞・作曲：飯岡隆志、編曲：鈴木"daichi"秀行
2. Start of Life [4:26]
作詞：leonn、作曲：日比野裕史、編曲：CHOKKAKU

DVD
1. 「SLOW TIME」MUSIC CLIP